# Herbert Hunkel

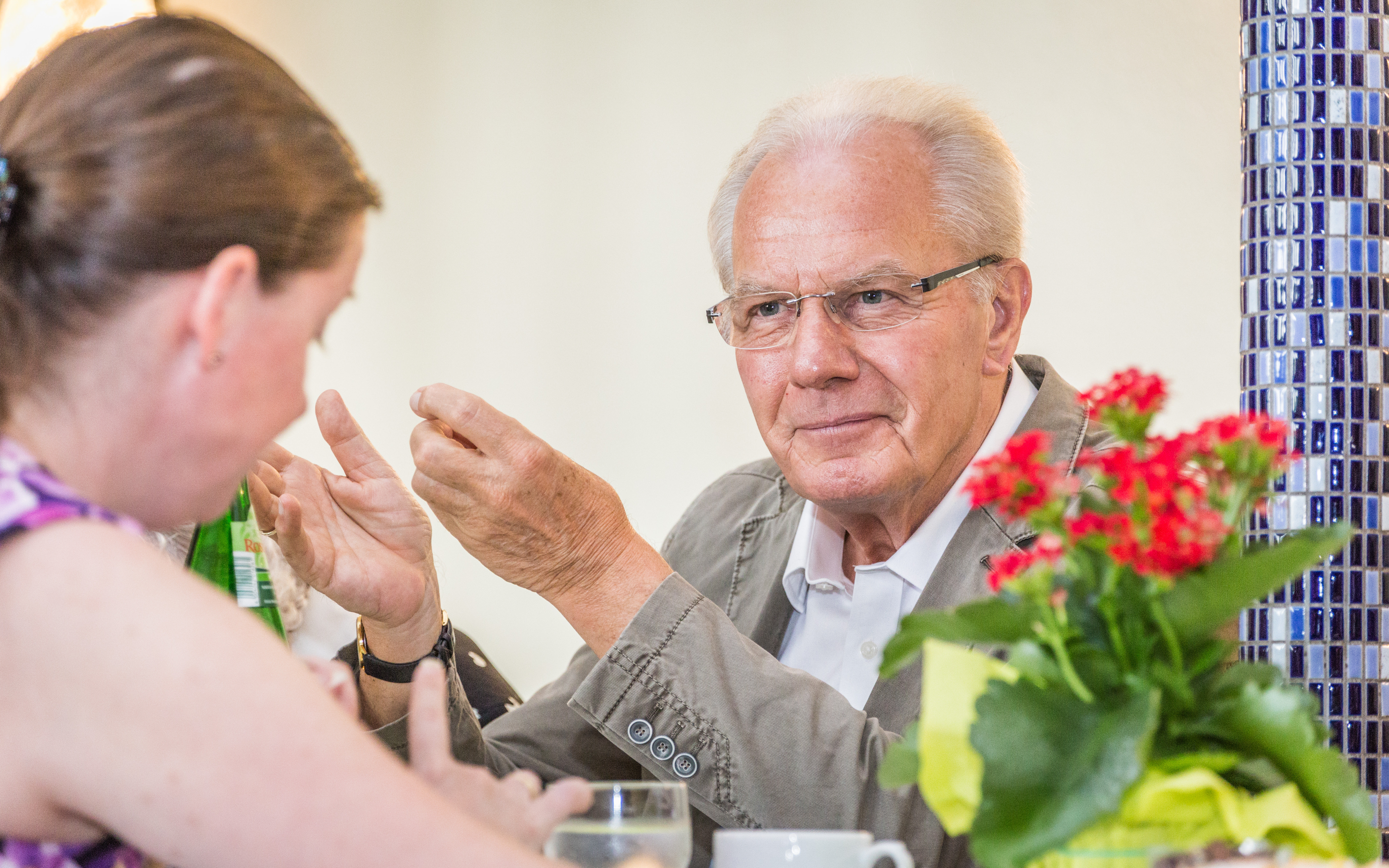
Herbert Hunkel (2017)

Herbert Hunkel (* 11. April 1945 in Neu-Isenburg) ist ein deutscher Politiker (parteilos), der von 2010 bis 2022 Bürgermeister der Stadt Neu-Isenburg in Hessen war.

## Leben
Hunkel wurde als Sohn eines Feinmechanikers und einer Weißzeugnäherin geboren. Er hat zwei Schwestern. 
Nach dem Abschluss der Mittleren Reife 1961 begann er eine Lehre in der Neu-Isenburger Stadtverwaltung. Nach dem Abschluss seiner Ausbildung 1968 heiratete Hunkel seine erste Frau. 1988 wurde er zum Hauptamtsleiter der Stadtverwaltung ernannt. Im gleichen Jahr verstarb seine Ehefrau. Im Jahr 1994 heiratete Hunkel zum zweiten Mal. 
Am 1. März 1998 wurde er zum Ersten Stadtrat Neu-Isenburgs gewählt und am 10. Dezember 2003 in seinem Amt bestätigt. 
Am 30. Mai 2010 wurde Hunkel als Nachfolger von Oliver Quilling mit einem Anteil von 58,9 % der abgegebenen Stimmen zum Bürgermeister gewählt. Hunkel ist parteilos, wird aber in der Stadtverordnetenversammlung von der CDU unterstützt, deren Fraktion der nunmehrige Erste Stadtrat Stefan Schmitt angehört.
Am 27. September 2015 wurde er als Bürgermeister bestätigt. Er gewann die Direktwahl mit 77,7 % der Stimmen; sein Gegenkandidat Thilo Seipel (FDP) erhielt 22,3 % der Stimmen.
In seiner Freizeit engagiert sich Hunkel für den Verein für Geschichte, Heimatpflege und Kultur Neu-Isenburg e. V. (GHK), dessen erster Vorsitzender er seit 1990 ist. Des Weiteren ist er Gründungsmitglied des Vereins Hugenotten- und Waldenserpfad e. V., dessen Vorsitzender er auch war, sowie Gründungsmitglied und stellvertretender Vorsitzender des Vereins Neu-Isenburg: wir wollen hier weiterleben e. V.